# Посемковичі
Посемковичі (біл. вёска Пасемкавічы) — село в складі Крупського району Мінської області, Білорусь. Село підпорядковане Холопеницькій сільській раді, розташоване в східній частині області.

## Географія
Село розташована на березі Лукомського озера, в 5 км від Новолукомля і в 20 км від адміністративного центру сільради - Холопенічей. Має вигідне транспортне положення, розташовуючись поряд з автомобільною дорогою Стовпці - Новолукомль (Н3815) і в 1 км до перетину з дорогою Клішиної - Борсуки - Посемковичі (Н-8689), яка в свою чергу пов'язана з автомагістраллю М1 дорогами Черея - Холопенічі (Н-3802) і Крупки-Холопенічі (Н-8715). Відстань від села до траси М1 (Москва-Брест) становить 45 км.

## Пам'ятки
Одним з примітних місць Посемковічей раніше був прихід храму Святих мучениць Минодора, Митродора і Німфодор, який належить до Мінської єпархії.